# Ro-100
Ro-100 — підводний човен Імперського флоту Японії, який узяв участь у Другій світовій війні.

## Початок історії корабля
Корабель, який започаткував новий тип човнів другого рангу, спорудили на корабельні ВМФ у Куре.
У грудні 1942-го по завершенні тренувань корабель включили до 7-ї ескадри підводних човнів, яка вела бойові дії в Океанії у складі Восьмого флоту.
20—28 грудня 1942-го Ro-100 здійснив перехід з Йокосуки на атол Трук у центральній частині Каролінських островів, де ще до війни облаштували головну базу японського ВМФ у Океанії. 6 січня 1943-го човен вийшов до Рабаула (головна японська передова база в архіпелазі Бісмарка, з якої провадились операції на Соломонових островах та сході Нової Гвінеї), проте наступної доби був вимушений повернутись через поламку одного з дизелів. Лише 3 лютого Ro-100 знову вийшов на південь, при цьому 6 лютого в морі Бісмарка його помилково атакував японський же патрульний літак. Втім, човен зазнав лише незначних пошкоджень та 7 лютого прибув у Рабаул.

## Перший похід
8 лютого 1943-го Ro-100 вирушив у море із завданням патрулювати в Кораловому морі поблизу новогвінейського Порт-Морсбі.
14 лютого 1943-го менш ніж за сотню кілометрів від Порт-Морсбі човен зустрів конвой та почав зближення з ним на перископній глибині. При цьому корабель охорони виявив японську субмарину та попрямував до неї, що на Ro-100 помітили в останній момент. Човен екстрено занурився на значну глибину, при цьому внаслідок атаки глибинними бомбами Ro-100 зазнав пошкоджень, почалося протікання, корабель отримав крен на корму. Втім, човен вцілів та зміг попрямувати на базу.
20 лютого 1943-го Ro-100 прибув до Рабаула, де став на ремонт (під час описаного вище бою на ньому також були розбиті обидва перископи).

## Походи у квітні— червні 1943
1 квітня 1943-го Ro-100 вийшов з Рабаула для патрулювання в районі на південний схід від Гуадалканалу в межах операції «І-Го» (серія японських авіаційних ударів по базах союзників у Меланезії). Втім, невдовзі після відплиття вийшов з ладу гірокомпас, що призвело до передчасного повернення на базу 12 квітня.
З 22 квітня по 14 травня 1943-го та з 27 травня по 20 червня Ro-100 здійснив ще два виходи в район на південний схід від Гуадалканалу, проте вони так само виявились безрезультатними.

## Участь у битві за Нью-Джорджію
В останній день червня 1943 року союзники розпочали операцію з заволодіння архіпелагом Нью-Джорджія у центральній частині Соломонових островів, а 2 липня Ro-100 вийшов у цей район із завданням діяти на південний схід від острова Рендова. Надалі під час рекогносцирування ворожих позицій човен наскочив на риф та пошкодив частину торпедних апаратів і резервуар для палива. Це змусило повернутись 12 липня до Рабаула, проте Ro-100 ще встиг зняти кількох японських пілотів з острова Сімбо (південно-західна частина архіпелагу Нью-Джорджія) та доправити їх на острів Бугенвіль.

## Походи до Нової Гвінеї
7 серпня 1943-го Ro-100 вийшов у похід до Нової Гвінеї, проте почався витік із раніше пошкодженого резервуара для пального, що змусило повернутись 11 серпня до Рабаула. На зворотному переході Ro-100 був двічі невдало атакований — спершу ворожою субмариною, а потім патрульним літаком, який уночі освітив Ro-100  та скинув дві бомби. Надалі, у середині серпня — на початку вересня, човен все-таки здійснив бойовий похід, проте не досягнув жодних успіхів.
Так само безрезультатно завершився і похід до Нової Гвінеї, що тривав з 7 по 18 вересня 1943-го, після якого човен прибув на Трук, де 30 вересня став на доковий ремонт.

## Похід до Бугенвіля
10 листопада 1943-го Ro-100 вирушив з Труку до острова Бугенвіль, на якому недавно висадились союзники. Враховуючи складну логістичну ситуацію, човен вирішили залучити для доставлення припасів на Бугенвіль, для чого Ro-100 зайшов 19 листопада до Рабаула. Після завантаження човен вийшов 23 листопада у транспортний рейс.
Надвечір 25 листопада 1943-го при наближенні до Буїна (південне завершення Бугенвілю) Ro-100 підірвався на міні та затонув. З 50 членів екіпажу загинуло 38 осіб.